# مدرسه طرنطائیه
مدرسه طرنطائیه (عربی: المدرسة الطُّرنطائیَّة)  مدرسه تاریخی در حلب، سوریه است.